# Podnikový software
Podnikový software je obecně software používaný v prostředí podniků. V nejužším významu se jedná o aplikační software, který je používán v podnikovém prostředí a nikoliv v domácnostech, ovšem význam není přesně definován. Jednak je běžné jeho vágní užití v rámci marketinku, jednak například kancelářské balíky původně vytvářené pro podnikové prostředí se později staly běžně užívaným vybavením osobních počítačů v domácnostech.
Mezi typický podnikový software patří například software pro plánování podnikových zdrojů, správu dodavatelského řetězce, účetní software, manažerský informační systém nebo software realizující pobočkovou telefonní ústřednu.